# 人民代表大会
人民代表大会は中華人民共和国における立法機関である。このうち、日本の国会に相当するのが全国人民代表大会（全人代）であり、地方議会に相当するのが次のとおりである。
直轄市や台湾省を除く各省、自治区に人民代表大会が設置されている。なお、香港・マカオは人大ではなく立法会と呼ばれる。
直轄市
- 北京市人民代表大会（中国語版）
- 天津市人民代表大会（中国語版）
- 上海市人民代表大会（中国語版）
- 重慶市人民代表大会（中国語版）

省
- 河北省人民代表大会（中国語版）
- 山西省人民代表大会（中国語版）
- 吉林省人民代表大会（中国語版）
- 遼寧省人民代表大会（中国語版）
- 黒竜江省人民代表大会（中国語版）
- 陝西省人民代表大会（中国語版）
- 甘粛省人民代表大会（中国語版）
- 青海省人民代表大会（中国語版）
- 山東省人民代表大会（中国語版）
- 福建省人民代表大会（中国語版）
- 浙江省人民代表大会（中国語版）
- 河南省人民代表大会（中国語版）
- 湖北省人民代表大会（中国語版）
- 湖南省人民代表大会
- 江西省人民代表大会（中国語版）
- 江蘇省人民代表大会（中国語版）
- 安徽省人民代表大会（中国語版）
- 広東省人民代表大会（中国語版）
- 海南省人民代表大会（中国語版）
- 四川省人民代表大会（中国語版）
- 貴州省人民代表大会（中国語版）
- 雲南省人民代表大会（中国語版）

自治区
- 内モンゴル自治区人民代表大会（中国語版）
- 新疆ウイグル自治区人民代表大会（中国語版）
- 寧夏回族自治区人民代表大会（中国語版）
- 広西チワン族自治区人民代表大会（中国語版）
- チベット自治区人民代表大会（中国語版）